# Trujillo (Valle del Cauca)
Pour les articles homonymes, voir Trujillo.
Trujillo est une municipalité située dans le département de Valle del Cauca, en Colombie.